# F.E.A.R
| Críticas profissionais | Críticas profissionais |
| Avaliações da crítica  | Avaliações da crítica  |
| Fonte                  | Avaliação              |
| ---------------------- | ---------------------- |
| AllMusic               | [ 2 ]                  |
| HM                     | [ 3 ]                  |
| Rolling Stone          | [ 4 ]                  |

F.E.A.R. é o oitavo álbum de estúdio pela banda americana de hard rock Papa Roach. Foi laçado em 27 de janeiro, 2015.

## Faixas
| N.º | Título                                          | Duração |  |
| 1.  | "Face Everything and Rise"                      | 3:11    |  |
| 2.  | "Skeletons"                                     | 3:55    |  |
| 3.  | "Broken as Me"                                  | 3:37    |  |
| 4.  | "Falling Apart"                                 | 3:08    |  |
| 5.  | "Love Me Till It Hurts"                         | 3:43    |  |
| 6.  | "Never Have to Say Goodbye"                     | 3:47    |  |
| 7.  | "Gravity (feat. Maria Brink of In This Moment)" | 4:04    |  |
| 8.  | "War Over Me"                                   | 3:58    |  |
| 9.  | "Devil"                                         | 3:27    |  |
| 10. | "Warriors"                                      | 2:56    |  |